# Pineapple Fund
Pineapple Fund является благотворительным проектом неизвестного человека, который пожертвовал 5 057 биткойнов 60 организациям, работающим на благо общества в различных сферах. На декабрь 2017 данная сумма биткоинов оценивалась в 86 миллионов долларов. В основном средства пошли на различные медицинские исследования, охрану окружающей среды и обеспечение прав человека.

## История
О создании Pineapple Fund было объявлено посредством поста в Reddit. Аноним, скрывающийся за ником «Pine», написал: «Мои цели и мотивация в жизни не имеют ничего с тем, чтобы быть мега-богатым. Так что я делаю нечто другое: передаю большую часть своих биткойнов на благотворительные цели.»

My aims, goals, and motivations in life have nothing to do with having XX million or being the mega rich. So I’m doing something else: donating the majority of my bitcoins to charitable causes.
На сайте была создана форма для подачи заявок от любых благотворительных организаций по всему миру. В своём интервью журналу Chronicle of Philanthropy основатель фонда сообщил, что всего заявок поступило более 10 тысяч.
Рассмотрение заявок продолжалось в течение 5 месяцев. После перевода 5 104 биткойнов в доллары в результате волатильности получившаяся сумма составила 55 млн $, которые были пожертвованы выбранным фондам.

## Пожертвования
- В общей сложности 3 млн $ были переданы в Исследовательский фонд SENS[10][11][12] и в Фонд Мафусаила на разработку омолаживающих технологий, основанных на периодическом ремонте клеточных и тканевых повреждений, вызванных старением[13].

- 2 млн $ получил Organ Preservation Alliance на поиск решения проблемы недостатка донорских органов[13].

- 3 крупнейших пожертвования по 5 млн $ каждый в GiveDirectly[14], The Open Medicine Foundation[15] и в MAPS[англ.][16].

- По 1 млн $ или больше направились в Watsi[англ.][источник не указан 1572 дня], BitGive Foundation[17], Архив Интернета[18] и Sustainable Ocean Alliance[19].